# Nymphon aemulum
Nymphon aemulum är en havsspindelart som beskrevs av Stock, J.H. 1975. Nymphon aemulum ingår i släktet Nymphon och familjen Nymphonidae. Inga underarter finns listade i Catalogue of Life.